# Воздвиженка (Туймазинский район)
Воздвиженка (баш. Воздвиженка) — деревня в Туймазинском районе Башкортостана, входит в состав Гафуровского сельсовета.

## История
Название происходит от названия церкви

## Население
| 2002 | 2009 | 2010 |
| ---- | ---- | ---- |
| 94   | ↗173 | ↗232 |

Национальный состав
Согласно переписи 2002 года, преобладающая национальность — русские (73 %).

## Географическое положение
Расстояние до:
- районного центра (Туймазы): 13 км,
- центра сельсовета (Дуслык): 22 км,
- ближайшей ж/д станции (Туймазы): 13 км.

## Православная церковь
- Крестовоздвиженский храм — храм деревянной архитектуры, один из старейших культовых сооружений Башкортостана. Построен в 1884—1886 гг. В годы советской власти — единственный действующий православный храм в западной части Уфимской епархии. Закрыт в 1930 году, передан верующим в 1946 году. Имеет 2 престола[6][7][8].
- 26 июля 2022 года храм сгорел в результате удара молнии. Здание храма было восстановлено в 2024 году[9].